# Duque de Tetuán (1874)
La batería flotante Duque de Tetuán fue un buque blindado con apariencia de monitor, construido en los Reales Astilleros de Esteiro de Ferrol, perteneciente a la Armada Española.

## El buque
Su casco era de madera, con un blindaje de hierro de 100 mm de espesor que cubría el casco y la casamata, utilizándose para ello parte de las planchas blindadas de la fragata blindada Tetuan.

## Historial
Construido en Ferrol para atender las necesidades de la tercera guerra carlista en el norte de España, no llegó a participar en combate contra las fuerzas carlistas, ya fue entregado después de finalizar la contienda, por lo que fue asignada a la defensa de la base naval del Ferrol, donde permaneció durante toda su vida operativa. Durante la guerra hispano-estadounidense, tenía la misión de accionar eléctricamente las minas Latimer Clark y Mathieson que protegían en acceso a la ría de Ferrol. Fue vendido para desguace en 1900.